# Henry Rollins
Henry Lawrence Garfield (n. 13 februarie 1961, Washington, D.C., District of Columbia, SUA), mai bine cunoscut ca Henry Rollins, este un actor american, muzician, cântăreț, comic, prezentator, editorialist și activist. El găzduiește o emisiune radio săptămânală la KCRW, are o rubrică în revista Rolling Stone Australia și a avut o rubrică în LA Weekly.
După ce a concertat în formația de scurtă durată State of Alert în 1980, Rollins a fost membru al trupei de hardcore punk din California, Black Flag, din 1981 până în 1986. După dezmembrarea formației, a înființat casa de discuri și editura 2.13.61 Inc. și a format trupa de rock Rollins Band, care a avut turnee cu mai multe grupuri din 1987 până în 2003 (și din nou în 2006).
Rollins a găzduit numeroase emisiuni radio, precum Harmony in My Head pe postul Indie 103 și emisiuni de televiziune precum The Henry Rollins Show, 120 Minutes și Jackass. A avut roluri dramatice secundare în cel de-al doilea sezon al serialului TV polițist Sons of Anarchy, în ultimele sezoane ale serialului de animație Avatar: Legenda lui Korra în rolul lui Zaheer și a avut și roluri în mai multe filme. El a militat pentru diverse cauze politice în Statele Unite, inclusiv promovarea drepturilor LGBT, World Hunger Relief, West Memphis Three și pentru terminarea tuturor războaielor.

## Filmografie

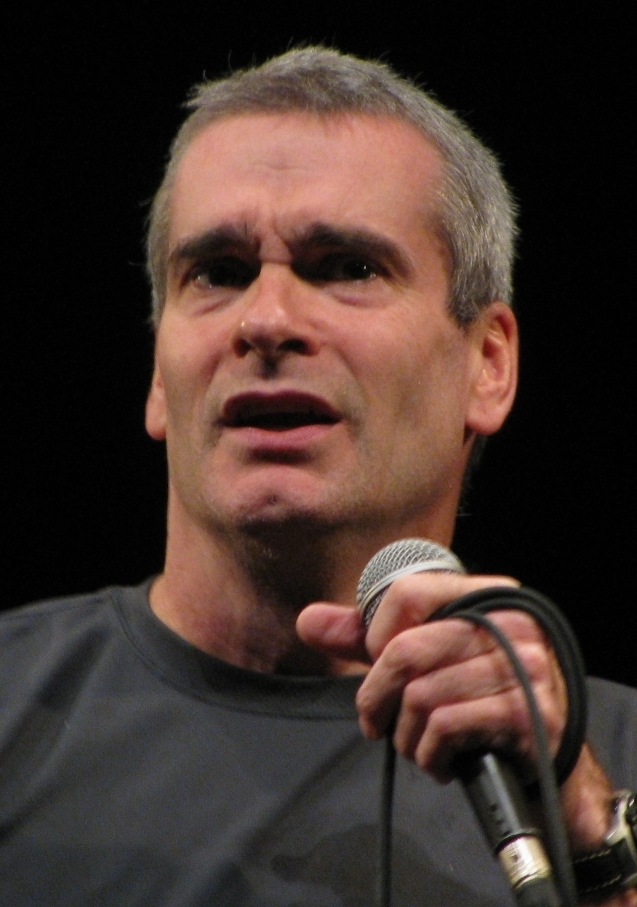
Henry Rollins în 2010

### Film
Exemple de filme de lung metraj în care a apărut Rollins:
- Kiss Napoleon Goodbye (1990), cu Lydia Lunch și Don Bajema
- Jugular Wine: A Vampire Odyssey (1994), cu Frank Miller
- The Chase (1994), cu Charlie Sheen
- Johnny Mnemonic (1995), cu Keanu Reeves, Ice-T și Dolph Lundgren
- Obsesia (1995), cu Al Pacino, Robert De Niro și Val Kilmer
- Lost Highway (1997), cu Bill Pullman și Patricia Arquette; regizat de David Lynch
- Jack Frost (1998), cu Michael Keaton
- Batman Beyond: Return of the Joker (2000) (voce), cu Kevin Conroy și Mark Hamill
- Morgan's Ferry (2001), cu Billy Zane și Kelly McGillis
- Dogtown and Z-Boys (2001, documentar)
- Scenes of the Crime (2001), cu Jeff Bridges
- The New Guy (2002), cu Tommy Lee și DJ Qualls
- Jackass The Movie (2002) cu Johnny Knoxville și Bam Margera
- Băieți răi 2 (2003) cu Will Smith și Martin Lawrence
- A House on a Hill (2003) cu Philip Baker Hall și Laura San Giacomo
- Deathdealer: A documentar (2004)
- Feast (2005), cu Balthazar Getty și Navi Rawat
- The Alibi (2006)
- Drum interzis 2: Fundătura (2007)
- The Devil's Tomb (2009), cu Cuba Gooding, Jr. și Ron Perlman
- H for Hunger (2009 documentar), regizat de Neil Hollander
- William Shatner's Gonzo Ballet (2009, documentar)
- Suck (2009), cu Alice Cooper, Iggy Pop și Malcolm McDowell
- Green Lantern: Emerald Knights (2011) (voce) ca Kilowog
- West of Memphis (2012 documentar)
- Downloaded (2013, documentar)
- Salad Days (2014, documentar)
- He Never Died (2015), cu Steven Ogg și Booboo Stewart[9]
- Gutterdämmerung (2015), cu Iggy Pop și Grace Jones, regizat de Björn Tagemose[10]
- The Last Heist (2016)[11]

### Televiziune
| An        | Titlu                                   | Rol                          | Note                                                                       |
| --------- | --------------------------------------- | ---------------------------- | -------------------------------------------------------------------------- |
| 1997      | Saturday Night Live                     | Musical Guest (Rollins Band) | 1 episod                                                                   |
| 1999–2001 | Batman Beyond                           | Mad Stan                     | "Rats" "Eyewitness" "Countdown"                                            |
| 2004      | Teen Titans                             | Johnny Rancid                | "Fractured" "Can I Keep Him?"                                              |
| 2006      | Shorty McShorts' Shorts                 | Skylar                       | 3 episoade                                                                 |
| 2009      | Tată în stil american                   | Trucker                      | Episodul: "Chimdale"                                                       |
| 2009      | Sons of Anarchy                         | A.J. Weston                  | 10 episoade                                                                |
| 2010–2016 | Adventure Time                          | Bob Rainicorn / Cookie Man   | "The Enchiridion!" "Her Parents" "Lady Rainicorn of the Crystal Dimension" |
| 2010      | Batman: The Brave and the Bold          | Robotman                     | Episodul: "The Last Patrol!"                                               |
| 2014      | The Legend of Korra                     | Zaheer                       | 13 episoade                                                                |
| 2014      | Uncle Grandpa                           | Skeletony                    | Episodul: "Hide and Seek"                                                  |
| 2016      | Sheriff Callie's Wild West              | Speedy Silverado             | Episodul: "Toby's First Snow/Blazing Skaters"                              |
| 2017      | Stretch Armstrong and the Flex Fighters | Mickey Simmons, Prison Guard | Episodul: "The Gangs of Old Town"                                          |
| 2018      | Mr. Pickles                             | Govt. Agent Commander        | Episodul: "S.H.O.E.S."                                                     |

## Discografie

### Lansări muzicale

#### CuState of Alert
- 1981 No Policy
- 1982  trei melodii pe Flex Your Head

#### CuBlack Flag
- 1981 Damaged
- 1984 My War
- 1984 Family Man
- 1984 Slip It In
- 1984 Live '84
- 1985 Loose Nut
- 1985 In My Head
- 1986 Who's Got the 10½?
- 1986 Annihilate This Week

#### Ca Henry Rollins
- 1987 Hot Animal Machine
- 1987 Drive by Shooting
- 1987 Live - album împărțit cu trupa olandeză Gore

#### Cu Rollins Band
- 1987 Life Time (relansat în 1999)
- 1989 Hard Volume (relansat în 1999)
- 1990 Turned On
- 1992 The End of Silence (dublu-CD relansat în 2002) #160 US
- 1994 Weight #33 US, #22 UK
- 1997 Come in and Burn #89 US
- 1999 Insert Band Here
- 2000 A Clockwork Orange Stage
- 2000 Get Some Go Again #180 US
- 2001 Nice #178 US
- 2002 A Nicer Shade Of Red
- 2002 End Of Silence Demos
- 2002 The Only Way to Know for Sure: Live in Chicago
- 2002 Rise Above: 24 Black Flag Songs to Benefit the West Memphis Three

#### CuWartime
- 1990 Fast Food For Thought

### Lucrări vorbite
- 1985  Short Walk On A Long Pier
- 1987  Big Ugly Mouth
- 1989  Sweatbox
- 1990  Live at McCabe's
- 1992  Human Butt
- 1993  The Boxed Life
- 1998  Think Tank
- 1999  Eric the Pilot
- 2001  A Rollins In the Wry
- 2001  Live At the Westbeth Theater
- 2003  Talk Is Cheap: Volume 1
- 2003  Talk Is Cheap: Volume 2
- 2004  Talk Is Cheap: Volume 3
- 2004  Talk Is Cheap: Volume 4
- 2008  Provoked
- 2010  Spoken Word Guy
- 2010  Spoken Word Guy 2

### Videoclipuri vorbite
- 1993 Talking From the Box
- 1995 Henry Rollins Goes to London
- 1998 You Saw Me Up There
- 2001 Up For It
- 2004 Live At Luna Park
- 2005 Shock & Awe: The Tour
- 2006 Uncut From NYC
- 2006 Uncut From Israel
- 2007 San Francisco 1990
- 2008 Live In the Conversation Pit
- 2008 Provoked: Live From Melbourne
- 2012 50
- 2018 Keep Talking, Pal.

### Cărți audio
- 1994  Get in the Van: On the Road with Black Flag
- 1996  Everything'
- 1997  Black Coffee Blues
- 2004  Nights Behind the Tree Line
- 2007   World War Z   T. Sean Collins

### Apariții ca invitat și colaborări
| Cântec                                                                        | Artist                             | Album | An   |
| ----------------------------------------------------------------------------- | ---------------------------------- | --- | ---- |
| Primul demo al Minor Threat - voci suplimentare (menționat ca Henry Garfield) | Minor Threat                       | First Demo Tape EP                                                                                             | 1981 |
| "We Are 138"                                                                  | Misfits                            | Evilive | 1982 |
| "Kick Out the Jams"                                                           | Bad Brains                         | Pump Up the Volume Soundtrack                                                                                  | 1990 |
| "Let There Be Rock"                                                           | Hard-Ons                           | Lansat ca single                                                                                               | 1991 |
| "Bottom"                                                                      | Tool                               | Undertow | 1993 |
| "Wild America"                                                                | Iggy Pop                           | American Caesar                                                                                                | 1993 |
| "Sexual Military Dynamics"                                                    | Mike Watt                          | Ball-Hog or Tugboat?                                                                                           | 1995 |
| "Delicate Tendrils"                                                           | Les Claypool and the Holy Mackerel | Highball with the Devil                                                                                        | 1996 |
| "T-4 Strain"                                                                  | Goldie                             | Spawn: The Album                                                                                               | 1997 |
| "War"                                                                         | Bone Thugs-n-Harmony & Edwin Starr | Small Soldiers                                                                                                 | 1998 |
| "Laughing Man (In the Devil Mask)"                                            | Tony Iommi                         | Iommi | 2000 |
| "I Can't Get Behind That"                                                     | William Shatner                    | Has Been | 2004 |
| Toate piesele                                                                 | The Flaming Lips                   | The Flaming Lips and Stardeath and White Dwarfs with Henry Rollins and Peaches Doing the Dark Side of the Moon | 2009 |

### Eseuri
- I Am an Audiophile, eseu editorial în Stereophile.[12]
- Iron and the Soul, eseu editorial în Details.[13]